# Mudarra
|  | Per a altres significats, vegeu «La Mudarra». |

Mudarra Gonzalez és un personatge llegendari que apareix en diversos romancers, entre ells el famós romancer dels ”Infantes de Lara” i abans dels romancers, apareix originàriament al cant de gesta prosificat “Los Infantes de Lara”, a la primera crònica general i a la crònica de 1355. Segons el poema, Mudarra és fill de Gonzalo Gustios i de la germana d'Almansor. Tot i ser fill bastard, rep la comanda (de l'oncle dels Infants) com escarment per la suposada ofensa que aquest van fer la seva núvia, donya Lambra de Bureba, el dia del seu casament. El moment de l'execució de Don Rodrigo es concreta en el romancer amb una trobada casual entre desconeguts que donen peu al duel en que Mudarra (al·ludit com Mudarrillo per la seva condició inferior) consuma la venjança. Aquesta llegenda va ser creada per un gran nombre d'autors, entre d'altres, pel duc de Rivas en el “Moro exposito”.